# Junta de Comerç
La Junta de Comerç (Junta de Comercio en castellà) va ser una organització nascuda amb la finalitat de promoure el comerç i la indústria. El seu àmbit d'actuació era Castella i va ser creada per Carles II d'Habsburg el 1679.
La Junta de Comerç va fracassar en la seua tasca, sent un organisme totalment ineficaç a principis del segle xviii. A partir de 1730, Felip V intenta reorganitzar l'antiga Junta agregant-li organismes afins. En aquella nova etapa l'organisme tampoc no tindria massa èxit, però la seua reaparició provocà la creació de Juntes Particulars de Comerç, destacant-ne la de València (1762) i, sobretot, la de Barcelona (1758), que es convertiria en un òrgan d'actuació de la burgesia catalana, i l'èxit de la qual explicaria la poca penetració de les Societats d'Amics del País a Catalunya.